# Коњуша (тврђава)
Коњуша је тврђава на планини Церу. Вероватно је у питању епски Тројанов град.